# 1790年妥協
1790年妥協（1790ねんだきょう、英: Compromise of 1790）は、アメリカ合衆国の北部と南部の間で行われた3つの大きな政治的妥協の中で最初のものである。その大きな目的は連邦を一つに纏め続け、内乱を防ごうというものだった。この後の妥協は30年毎の1820年（ミズーリ妥協）と1850年（1850年妥協）に行われており、その目的も同様だった。1790年の場合は5,400万米ドルという大きな負債が問題の引き金になった。

## 歴史と合意の性格
この妥協は、北部と政府を代表するアレクサンダー・ハミルトン、および南部の意見を代表するジェームズ・マディソンとトーマス・ジェファーソンの間に、ジョージ・ワシントンの後ろ盾でなされた。1790年7月の首都立地法（ワシントンD.C.に首都をおくことを定めた。7月16日成立）、8月の資金手当法（戦争負債の連邦政府による肩代わりを定めた。8月4日成立）の成立が妥協の産物となった。合意の中心となったのは幾人かの南部出身議員がその投票態度を変え、連邦政府が（特に北部）州の負債を肩代わりする法案を支持することと引き換えに、10年間の暫定でフィラデルフィアに置かれている連邦首都を南部に近いポトマック川沿いに移す法を成立させることだった。
このことは、首都ワシントンD.C.が奴隷州であるメリーランド州とバージニア州の2州から献ぜられる土地に造られるので、北部州が奴隷制度に反対を唱えないことを意味していた。
首都がフィラデルフィアからポトマック川沿いに移転していなかったことで、多くの南部人を怒らせていた。南部人はまた北部人が独立戦争で負った州の負債全てを連邦政府に肩代わりしてもらうことを望んでいたという事実にも怒っていた。この議論の多い問題に対する南部人の反応は北部人を悩ませていた。この北部と南部の衝突は、ジョージ・ワシントンやジョン・アダムズのような政治家が連邦を保つことと内乱を防止することを切望する大きな理由になった。
政治指導者達は北部と南部の違いがそのまま残ることは分かっていたが、不変の絆を作り上げられることを期待していた。すなわち北部の財政と商業の資本主義と、農業が基本で奴隷を保有する南部州に首都があることで作り上げられる共和国という絆だった。1790年8月12日、アメリカ合衆国第1議会の第2会期が波乱のうちに閉会となり、議員や新聞はアメリカ国民がこの妥協を支持するよう奨励した。多くの北部人は不満に思い、下院が州負債の肩代わりを拒否した4月12日にその感情を公にしていた。州負債に関する下院の決定に対する北部人の反応はバージニア出身のヘンリー・リーをひどく怒らせ、リーはマディソンに宛てて、北部人の立法の下で暮らすよりも戦争に訴えて価値のあると見なすもの全てを失っても良いと訴えていた。マサチューセッツ州セイラム出身のトマス・クッシングはその代議員達に、北部で起きてきた内輪もめの状況を伝えていた。
第1議会の第3会期がフィラデルフィアで開催された、合衆国銀行、国内で生産されたアルコールに対する課税、およびジョージ・ワシントンの故郷であるアレクサンドリアを連邦政府の地区の一部に含めることを認める補助的立地法の3つが成立して妥協の成果を確実にした。
アルコールに対する物品税は1794年のペンシルベニア州におけるウィスキー税反乱を引き起こした。この物品税は戦時負債を全て返済する必要があったために立法化された。この法案に賛成した議員の大半は北部出身の議員であり、南部出身で賛成に回ったのは6人に過ぎなかった。

## 妥協の担い手
- アレクサンダー・ハミルトン - アメリカ合衆国財務長官
- ジェームズ・マディソン - アメリカ合衆国下院議員
- トーマス・ジェファーソン - アメリカ合衆国国務長官
- ジョージ・ワシントン - アメリカ合衆国大統領